# Ешке, Марта
Марта Ешке (пол. Marta Jeschke; род. 2 июня 1986, Вейхерово, Поморское воеводство) — польская легкоатлетка, специалистка по бегу на короткие дистанции. Выступала за сборную Польши по лёгкой атлетике в 2004—2015 годах, обладательница двух бронзовых медалей чемпионатов Европы, серебряная призёрка Универсиады, участница двух летних Олимпийских игр.

## Биография
Марта Ешке родилась 2 июня 1986 года в городе Вейхерово Поморского воеводства, Польша.
Занималась бегом в Сопоте, состояла в местном одноимённом легкоатлетическом клубе. Позже одновременно со спортивной карьерой служила в Военно-морских силах Польши, имела звание мата.
Впервые заявила о себе в лёгкой атлетике в сезоне 2004 года, когда вошла в состав польской национальной сборной и выступила на чемпионате мира среди юниоров в Гроссето, где стартовала в беге на 200 метров и в эстафете 4 × 100 метров.
В 2005 году в эстафете 4 × 100 метров одержала победу на юниорском чемпионате Европы в Каунасе. Кроме того, стала пятой на дистанции 100 метров и остановилась в полуфинале дистанции 200 метров.
В 2007 году побывала на молодёжном европейском первенстве в Дебрецене, откуда привезла две награды бронзового достоинства, выигранные в беге на 200 метров и в эстафете 4 × 100 метров. Отметилась выступлением на взрослом чемпионате мира в Осаке, где в программе эстафеты показала седьмой результат.
Благодаря череде удачных выступлений удостоилась права защищать честь страны на летних Олимпийских играх 2008 года в Пекине — участвовала здесь в индивидуальном беге на 200 метров и в эстафете 4 × 100 метров, но в обоих случаях не смогла пройти дальше предварительных квалификационных этапов.
После пекинской Олимпиады Ешке осталась в составе легкоатлетической команды Польши и продолжила принимать участие в крупнейших международных соревнованиях. Так, в 2009 году в эстафете 4 × 100 метров она завоевала бронзовую медаль на летней Универсиаде в Белграде и выступила на мировом первенстве в Берлине, в то время как в беге на 200 метров выиграла серебряную медаль на командном европейском первенстве в Лейрии, уступив на финише только россиянке Юлии Гущиной.
В 2010 году в эстафете 4 × 100 метров выиграла бронзовую медаль на чемпионате Европы в Барселоне, при этом их команда установила национальный рекорд Польши в данной дисциплине. За это выдающееся достижение по итогам сезона была награждена бронзовым крестом Заслуги.
В 2011 году участвовала в чемпионате мира в Тэгу, в беге на 100 метров остановилась на квалификационном этапе, тогда как в эстафете 4 × 100 метров польская сборная не финишировала и не показала никакого результата.
На европейском первенстве 2012 года в Хельсинки вновь стала бронзовой призёркой в эстафете 4 × 100 метров. Находясь в числе лидеров польской национальной сборной, благополучно прошла отбор на Олимпийские игры в Лондоне — на сей раз участвовала в беге на 100 метров и в эстафете 4 × 100 метров.
В 2013 году стартовала в эстафете на мировом первенстве в Москве.
В 2014 году выступила в беге на 60 метров на домашнем чемпионате мира в помещении в Сопоте и дошла до стадии полуфиналов.
На мировом первенстве 2015 года в Пекине в очередной раз бежала эстафету 4 × 100 метров, но со своей командой не смогла пройти дальше предварительного квалификационного этапа.